# Laura Gulbe
Laura Gulbe (* 27. Februar 1995 in Riga) ist eine ehemalige lettische Tennisspielerin.

## Karriere
Gulbe gewann als Nachwuchsspielerin mehrmals die lettische Meisterschaft, sie erreichte in der ITF-Juniorenrangliste Platz 192.
2010 und 2011 erreichte sie das Finale der G4-Turniere in Portugal, kam bis ins Viertelfinale des G2-Turniers in Chile.
2012 und 2013 bestritt Gulbe für die lettische Billie-Jean-King-Cup-Mannschaft drei Doppel, die sie an der Seite von Partnerin Diāna Marcinkēviča alle gewann.
2014 erreichte sie im Dezember mit Platz 909 ihren höchsten WTA-Ranglistenplatz ihrer Karriere.

### College Tennis
Von 2014 bis 2018 spielte Gulbe für das Damentennisteam der Pepperdine Waves der Pepperdine University.

## Persönliches
Laura ist die Tochter von Vineta Gulbe und Ainārs Gulbis. Sie ist die jüngere Schwester von Elina, Ernests and Kristaps. Ihr Bruder Ernests Gulbis ist ein professioneller Tennisspieler. Großvater Alvils Gulbis war einer der fünf Startspieler der der sowjetischen Basketballmannschaft ASK Riga, die in den 1950er Jahren den FIBA Europapokal der Landesmeister gewann. Sie ging in die Murjāņu Sporta Gimnāzija, die sie 2013 beendete und schloss ihr Studium in International Studies an der Pepperdine ab.